# Накамакі Канамі
Канамі Накамакі (яп. 中牧 佳南, нар. 5 червня 1992) — японська спортсменка, спеціалістка з синхронного плавання, бронзова призерка Олімпійських ігор 2016 року.

## Виступи на Олімпіадах
| Олімпіада           | Дисципліна | Місце |
| ------------------- | ---------- | ----- |
| Ріо-де-Жанейро 2016 | групи      | 3     |

## Зовнішні посилання
- Канамі Накамакі — олімпійська статистика на сайті Sports-Reference.com (англ.) (архівна версія)